# Min fru går igen (1945)
För andra betydelser, se Min fru går igen.
Min fru går igen är en brittisk film från 1945 i regi av David Lean.

## Rollista (i urval)
- Rex Harrison - Charles Condomine
- Constance Cummings - Ruth Condomine
- Kay Hammond - Elvira Condomine
- Margaret Rutherford - Madame Arcati
- Joyce Carey - Violet Bradman
- Hugh Wakefield - doktor George Bradman
- Jacqueline Clarke – Edith
- Marie Ault – Cook
- Johnnie Schofield – som dirigerar trafik
- Noël Coward – berättare